# Rainer Koll
Rainer Koll (* 1960) ist ein deutscher Kunstturner und Orthopäde.

## Karriere als Turner
Koll hat Kunstturnen als Leistungssport betrieben. Sportliche Erfolge waren:
- 1975–1977 dreimaliger Deutscher Mannschaftsmeister mit Tus04 Bayer Leverkusen
- 1977 Deutscher Juniorenmeister im Zwölfkampf
- 1977 und 1978 Deutscher Juniorenmeister am Reck
- 1978 Junioreneuropameisterschaften Bronzemedaille am Reck
- 1980 Mitglied der Olympiamannschaft (Olympiade in Moskau abgesagt)
- 1981 WM-Teilnahme in Moskau

## Medizin
Koll studierte Humanmedizin in Köln, legte 1986 das Staatsexamen ab. 1989 erfolgte die Promotion an der Universität Freiburg mit einer Arbeit über Die Therapie des HWS Syndroms unter besonderer Berücksichtigung der Röntgenentzündungsbestrahlung.
Er machte eine Weiterbildung zum Facharzt für Orthopädie. 1986/87 arbeitete er in der Chirurgie des St. Matinus Hospital Olpe. 1987/88 war er in der Orthopaedic surgery, Wiliam Harvey Hospital, Ahsford, England tätig. 1988/89 wechselte er an die Orthopädische Klinik Bad Mergentheim und von 1989 bis 1992 war er am St. Josef Krankenhaus Engelskirchen tätig. Im Februar 1992 wurde er Facharzt für Orthopädie und gründete 1993 das Zentrum für Sporttraumatologie und orthopädische Operationen in Bergisch Gladbach, in dem er noch heute (12/2018) tätig ist. Seit 1989 ist Koll betreuender Orthopäde am Olympiastützpunkt Rheinland, 1988 bis 2014 war er Verbandarzt des Deutschen Fechter-Bundes, 1993 bis 1996 Verbandsarzt Trampolin des Deutschen Turner-Bundes, von 2004 bis 2009 Teamarzt der Herrenhockeynationalmannschaft (olympische Goldmedaille 2008 in Peking) Koll verfügt über die Weiterbildungen beziehungsweise Zusatzbezeichnungen für Sportmedizin, Chirotherapie und physikalische Therapie.